# Starship Entertainment
Starship Entertainment (coréen : 스타쉽엔터테인먼트) est un label discographique sud-coréen, situé à Séoul et fondé en 2008. Sa liste d'artistes se compose principalement des groupes Monsta X, WJSN, Cravity, IVE et anciennement Sistar.

## Histoire
Seo Hyun-joo, accompagnée de son mari Kim Shi-dae, fonde Starship Entertainment en 2008. Avant de lancer leur propre entreprise, tous deux ont précédemment travaillé au sein du label Big Hit Entertainment fondé par le producteur Bang Si-hyuk. Le premier artiste de Starship Entertainment à avoir signé un contrat avec le label est K.Will, suivi de leur premier girl group Sistar puis du boys band Boyfriend. 
En 2013, Starship Entertainment annonce le lancement de son premier sous-label indépendant, Starship X, qui se concentrera principalement sur la production de musique hip-hop. La même année, l'entreprise LOEN Entertainment (désormais Kakao Entertainment) rachète 70 % des actions de Starship Entertainment, rendant cette filiale indépendante de celle-ci. 
En 2015, Starship Entertainment rachète à 100% l'agence de gestion d'acteurs King Kong Entertainment. Elle sera renommée plus tard « King Kong by Starship ».
En 2017, Starship Entertainment lance le sous-label House of Music qui vise à se concentrer sur le recrutement de petits artistes indépendants, MoonMoon étant le premier artiste signé sous le label. En novembre 2018, Starship renomme ce label « Highline Entertainment ».
Fin 2019, Starship Entertainment rachète entièrement la société de production de spectacles Shownote. Fondée en 2005, elle possède de l'expérience dans l'organisation de représentations dans divers domaines tels que les comédies musicales, les concerts, les pièces de théâtre ou les showcases.
En 2021, Starship Entertainment s'associe avec Intertwine, un nouveau label spécialisé dans la promotion d'artistes asiatiques et créé en partenariat avec BMG, pour assurer une distribution et une expansion mondiale aux artistes Monsta X et Wonho.
En 2025, à l'image des plus gros labels de K-pop, Starship Entertainment annonce répartir ses artistes sous différentes divisions avec des équipes différentes chargées de l'A&R, du management et de la création artistique.

## Artistes

### Groupes
- Monsta X
- WJSN
- Cravity
- IVE
- KiiiKiii[12]

### Artistes solos
- K.Will
- Brother Su

### Highline Entertainment
- Wonho
- dress
- ROVXE
- Seungguk

## Acteurs

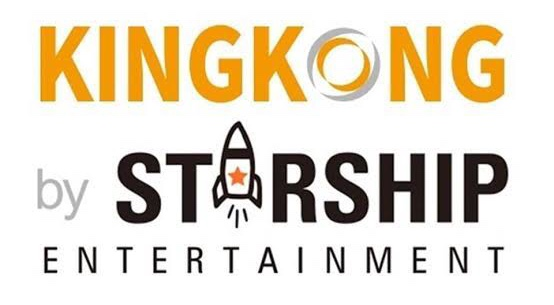
Logo de King Kong by Starship.

King Kong by Starship, anciennement connu comme King Kong Entertainment avant sa fusion-acquisition en 2017, est la division de Starship Entertainment consacrée à la gestion d'acteurs.
Liste d'acteurs :
- Ahn So-yo
- Chae Soo-bin
- Cheon Young-min
- Cho Si-yeon
- Go Ara[14]
- Han Min
- Kim Bum
- Kim Ji-yeon[15]
- Kim Seung-hwa
- Kim Shana
- Ko Sung-min
- Jang Da-ah[16]
- Jeon So-min
- Jo Yoon-hee
- Jung Won-chang
- Lee Da-yeon
- Lee Dong-wook
- Lee Jin
- Lee Kwang-soo
- Lee Mi-yeon
- Lee Seung-heon
- Oh So-hyun
- Ryu Hye-young
- Shin Hyun-soo
- Shin Seung-ho
- Son Woo-hyeon
- Song Ha-yoon
- Song Ji-yeon
- Song Seung-heon
- Woo Hyun-jin
- Yoo Yeon-seok

## Anciens artistes

### Starship Entertainment
Liste des groupes et artistes anciennement sous Starship Entertainment :
- Sistar (2010–2017)[17]
  - Hyolyn (2010–2017)
  - Bora (2010–2017)
  - Dasom (2010–2021)[18]
  - Soyou (2010–2021)[19]
- Boyfriend (2011–2019)[20]
- Mind U (2017–2022)[21]
- Duetto (2017–2022)[22]
- Monsta X :
  - I.M (2015–2022)[23]
- WJSN :
  - Xuanyi (2016–2023)[24]
  - Luda (2016–2023)[24]
  - Dawon (2016–2023)[24]
  - Cheng Xiao (2016–2023)[24]
  - Meiqi (2016–2023)[24]
- Jeong Se-woon (2014–2024)[25]

### Starship X
Liste des artistes anciennement sous Starship X :
- Junggigo (2013–2018)[26]
- Mad Clown (2013–2018)[27]
- Jooyoung (2014–2021)[28]
- #Gun (2016–2022)[29]

### Highline Entertainment
Liste des artistes anciennement sous Highline Entertainment :
- MoonMoon (2017–2018)[30]
- Leon (2019)
- DJ Soda (2018–2021)[31]
- Kiggen (2018–2020)
- Lil Reta (2020–2022)
- Chang Sukhoon (2019–2022)
- PLUMA (2019–2022)
- M1NU (2019–2022)
- Yoo Seung-woo (2015–2023)

## Partenariats

### Labels distributeurs
- Corée du Sud : Kakao Entertainment
- Chine : Tencent Music Entertainment (depuis 2016)
- Chine : NetEase Music (depuis 2025)[32]
- International : The Orchard (depuis 2023)[33]

### Management
- Chine : Yuehua Entertainment (2015–2023)[34]
- États-Unis : Eshy Gazit / Intertwine (2019–2024)[35]
- Japon : Amuse (depuis 2022)[36]